# Asfalto
Pour plus de détails, voir Fiche technique et Distribution.
Asfalto est un film espagnol réalisé par Daniel Calparsoro, sorti en 2000.

## Synopsis
Lucia, Chino et Charly, des malfrats, essaient de survivre dans le milieu du crime.

## Fiche technique
- Titre : Asfalto
- Réalisation : Daniel Calparsoro
- Scénario : Daniel Calparsoro, Frank Palacios et Santiago Tabernero
- Musique : Nacho Mastretta et Najwajean
- Photographie : Josep M. Civit
- Montage : Julia Juaniz
- Production : José María Lara
- Société de production : Albarès Productions, Canal+ España, Euskal Irrati Telebista, Sur Films et Televisión Española
- Pays :  Espagne et  France
- Genre : Action, drame et thriller
- Durée : 90 minutes
- Dates de sortie : 
  - Espagne : 4 février 2000
  - France : 17 janvier 2001

## Distribution
- Najwa Nimri : Lucía
- Juan Diego Botto : Charly
- Gustavo Salmerón (en) : Chino
- Alfredo Villa : Antonio
- Antonia San Juan : Clarita
- Roger Ibáñez : Luis
- Javier Nogueiras : Paco
- Rubén Ochandiano : Miguel
- Jeff Bigot : Francés
- Carla Calparsoro : Mamen

## Distinctions
Le film a été nommé au prix Goya de la meilleure musique originale.